# شهرستان گودرمسکی
شهرستان گودرمسکی (به لاتین: Gudermessky District) یک منطقهٔ مسکونی در روسیه است که در چچن واقع شده‌است.